# Łąka Prudnicka
Łąka Prudnicka (deutsch Gräflich Wiese, bis etwa 1900 Wiese gräflich) ist ein Ort in der Stadt- und Landgemeinde Prudnik im Powiat Prudnicki der Woiwodschaft Opole in Polen.

## Geographie

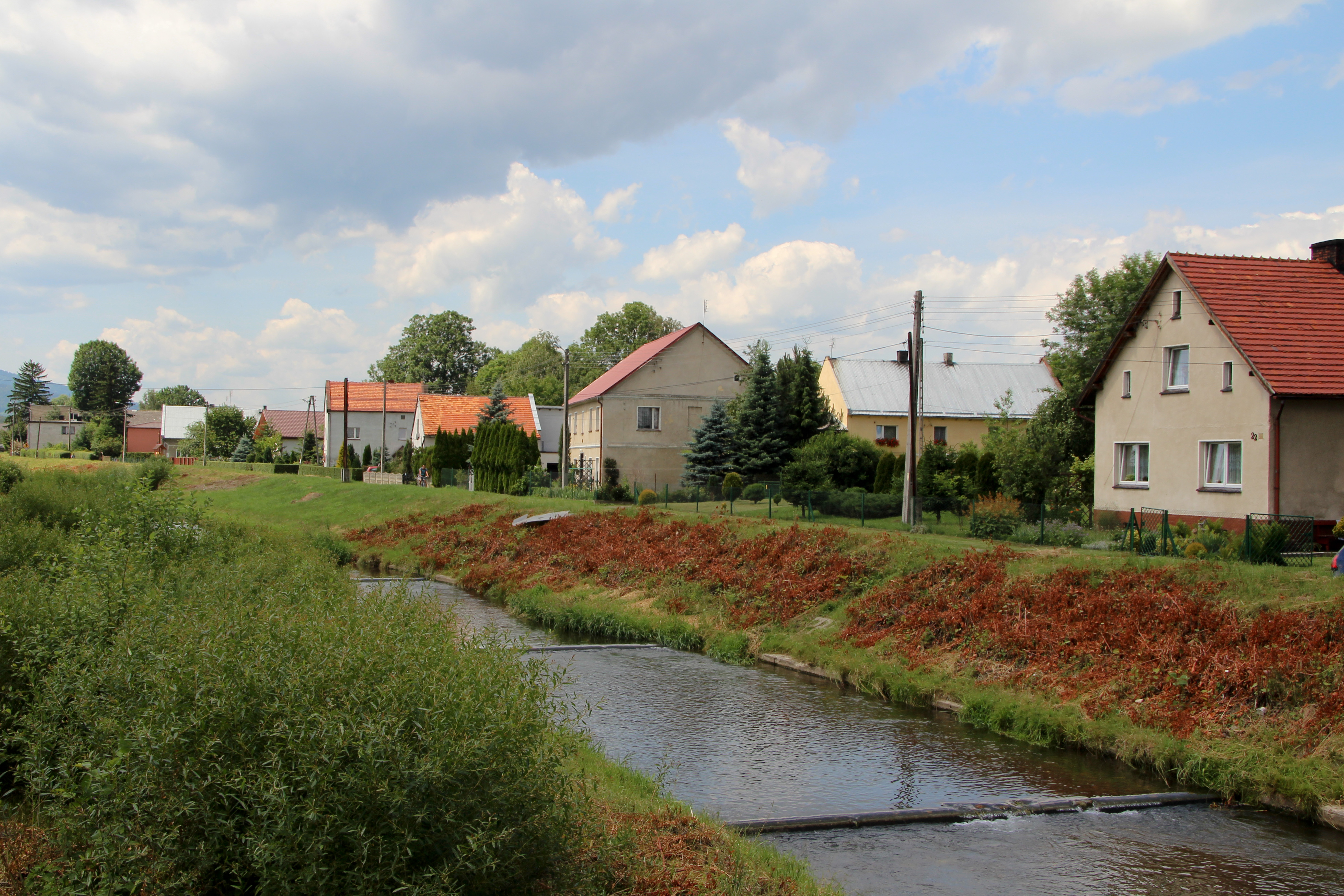
Goldbach in Gräflich Wiese

Das Waldhufendorf Łąka Prudnicka liegt in der Schlesischen Tiefebene etwa einen Kilometer südwestlich von Prudnik und etwa 53 Kilometer südwestlich von Opole (Oppeln), beidseitig des Złoty Potok (Goldbach). Südlich des Ortes verläuft die Landesgrenze zu Tschechien. Südwestlich erstreckt sich das Zuckmanteler Bergland (Góry Opawskie).
Nachbarorte von Łąka Prudnicka sind im Nordosten Prudnik (Neustadt O.S.), im Süden Chocim (Kotzem) und im Südwesten Moszczanka (Langenbrück).

## Geschichte

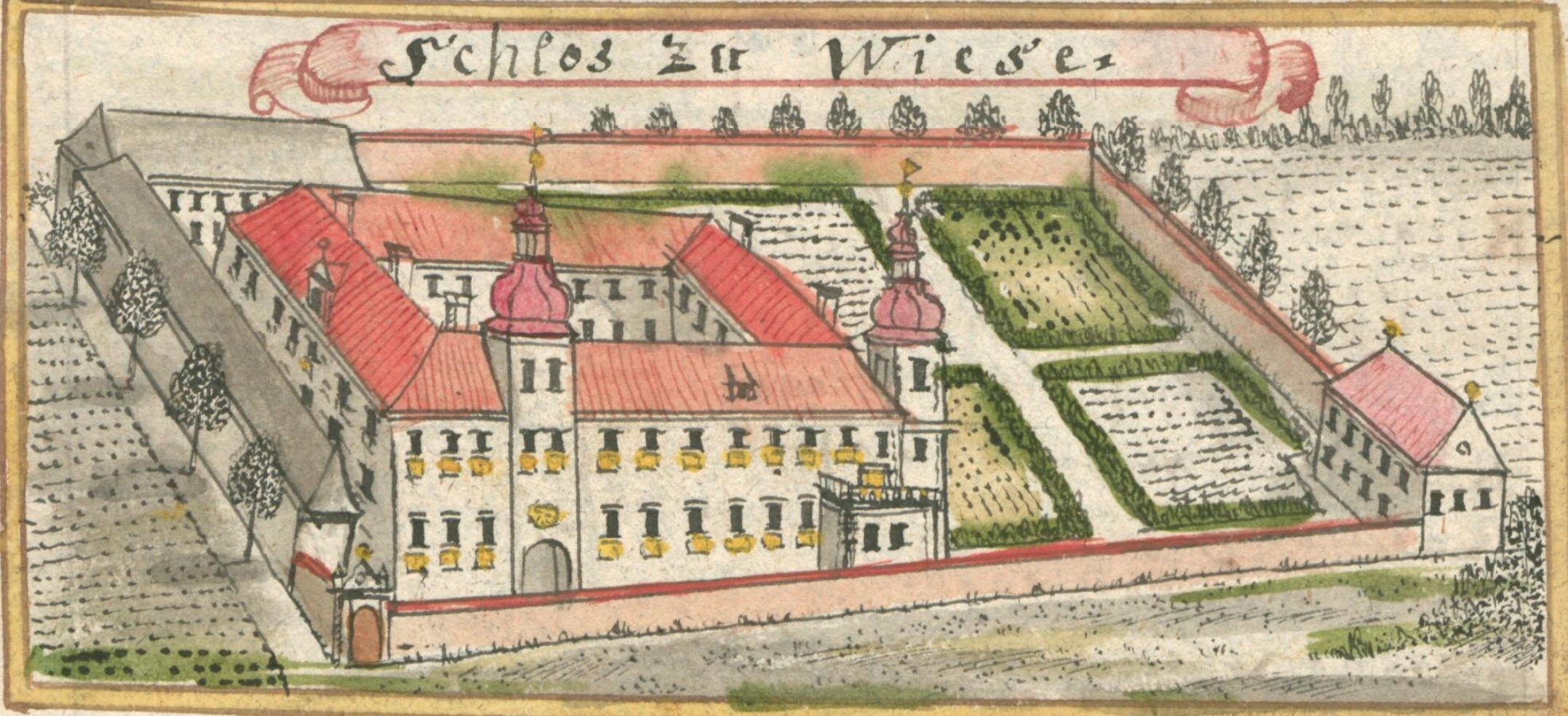
Schloss Wiese im 18. Jahrhundert

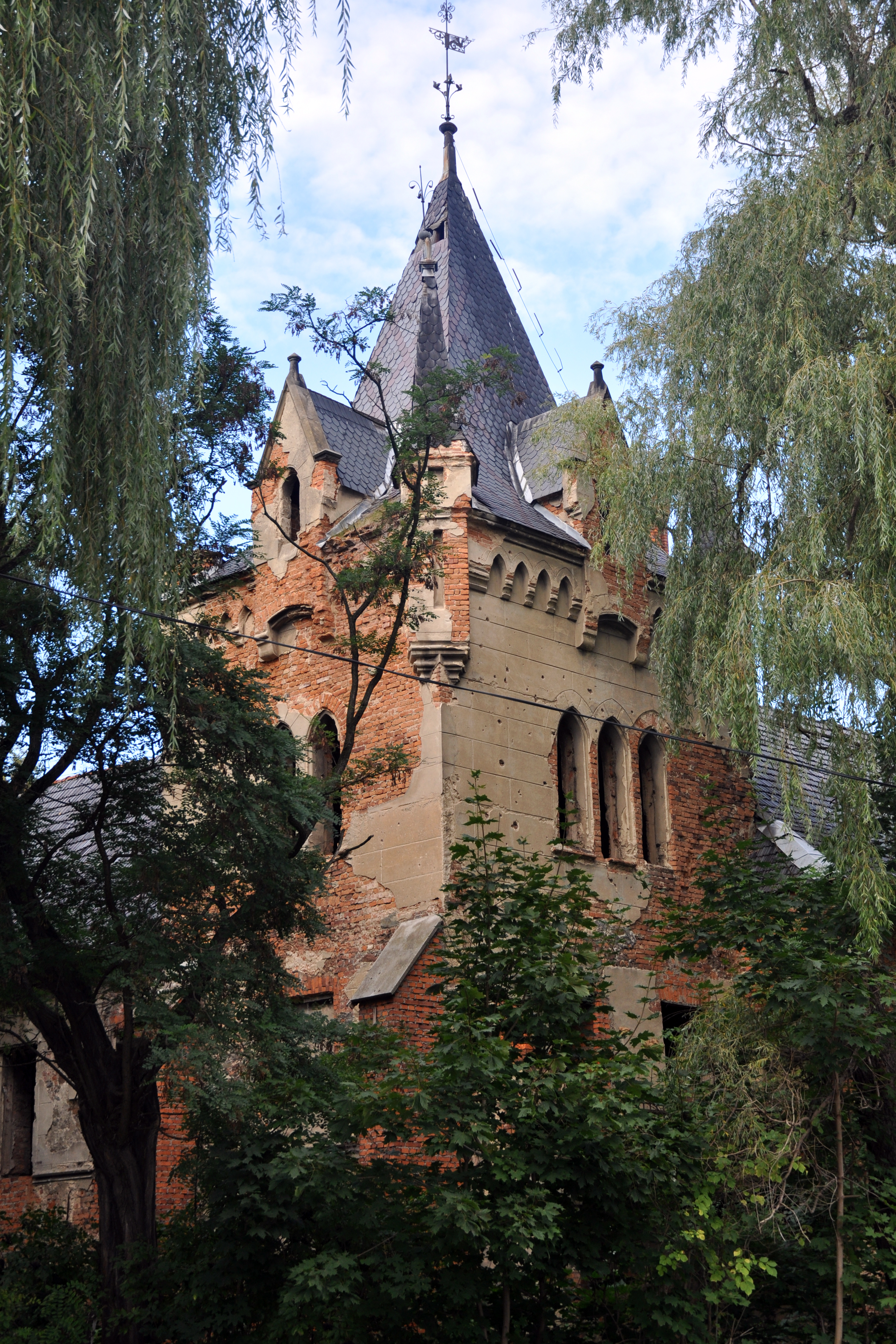
Ruine des Schlosses

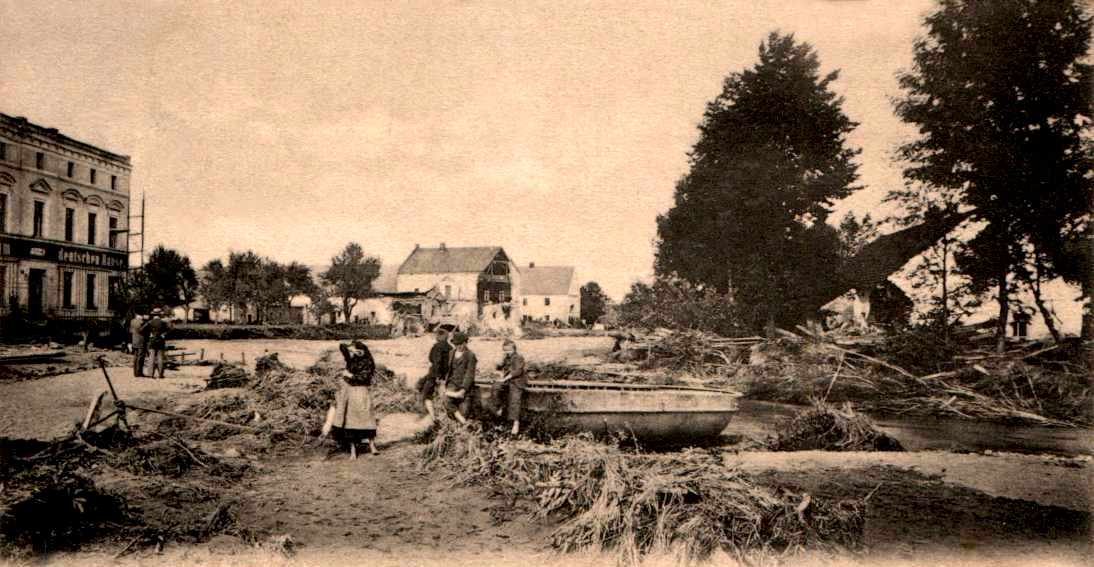
Hochwasser 1903

Wiese wurde in der zweiten Hälfte des 13. Jahrhunderts als Waldhufendorf angelegt und mit deutschen Kolonisten besiedelt. Erstmals erwähnt wurde es im Jahre 1481.
Nach dem Ersten Schlesischen Krieg 1742 gelangte Gräflich Wiese mit dem größten Teil Schlesiens an Preußen.
Nach der Neugliederung der Provinz Schlesien gehörte die Landgemeinde Wiese gräflich ab 1816 zum Landkreis Neustadt O.S., mit dem es bis 1945 verbunden blieb. 1845 bestanden in Gräflich Wiese ein Schloss, ein Vorwerk, zwei Erbscholtiseien, eine Brauerei, eine Brennerei, eine evangelische Schule, eine katholische Schule und weitere 244 Häuser. Die Einwohnerzahl lag damals bei 1670, davon 310 evangelisch und vier jüdisch. 1855 lebten 1707 Einwohner in Wiese gräflich. 1865 bestanden im Ort 54 Bauern-, 21 Gärtner- und 12 Häuslerstellen sowie eine Brauerei, eine Brennerei, zwei Schulen, zwei Wassermühlen und fünf Schänken. Eingepfarrt waren die katholische Bewohner nach Langenbrück, die evangelische Bewohner nach Neustadt. Die katholische Schule wurde 1865 von 240 Schülern und die evangelische Schule 104 Schülern. 1874 wurde der Amtsbezirk Wiese gräflich gebildet, der aus den Landgemeinden Wiese gräflich und dem Gutsbezirke Wiese gräflich bestand. Erster Amtsvorsteher war der Rittergutsbesitzer und Hauptmann Herrmann von Choltitz. 1885 zählte Wiese gräflich 2025 Einwohner. Ende des 19. Jahrhunderts wurde der Ortsname in Gräflich Wiese geändert. Hauptwirtschaftszweig war zu dieser Zeit die Damastweberei.
1903 zerstörte ein Hochwasser des Goldbachs große Teile des Dorfes. 1933 lebten in Gräflich Wiese 2226 Einwohner, 1939 waren es 2105 Einwohner.
1945 kam der bisher deutsche Ort unter polnische Verwaltung, wurde in Łąka Prudnicka umbenannt und der Woiwodschaft Schlesien angeschlossen. 1950 wurde es der Woiwodschaft Opole eingegliedert. Seit 1999 gehört es zum Powiat Prudnicki.

## Sehenswürdigkeiten

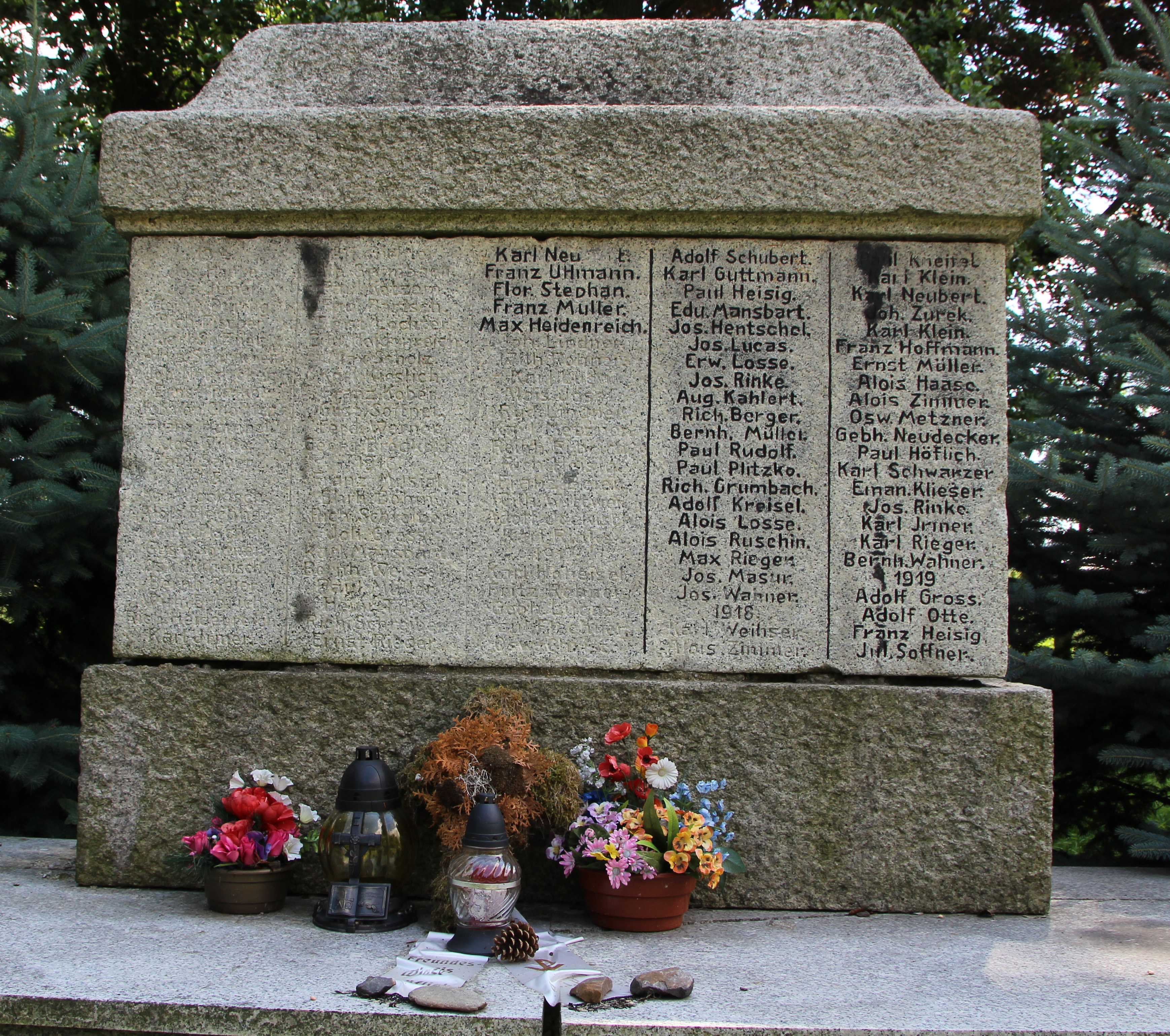
Gefallenendenkmal

- Das Schloss Gräflich Wiese (auch Mettich-Schloss, polnisch 'Pałac Mettichów) ist eine ruinöse Schlossanlage. Ein erster Schlossbau entstand im 15. Jahrhundert unter den Falkenberger Piasten. Vom 16. Jahrhundert bis 1825 gehörte es dem Adelsgeschlecht Mettich. Der heutige Bau stammt im Kern aus dem 16. Jahrhundert und wurde bis 1593 ausgebaut. Zwischen 1874 und 1883 wurde das Schloss im neugotischen Stil umgebaut und erweitert. Das zweigeschossige mit vier Flügeln Schloss besitzt einen unregelmäßigen Grundriss. Der Schlossturm an der Südwestecke auf quadratischenm Grundriss ist mit neugotischen Ornamenten verziert. Die Hauptfassade mit neugotischem Portal stammt aus dem 19. Jahrhundert. die vormalige Schlosskapelle aus dem Jahr 1646 wurde 1840 abgetragen.[8] Seit 1956 steht das Schloss unter Denkmalschutz.[9]
- Der vormaligeSchlosspark ist heute verwildert.
- Die römisch-katholische Kirche Unserer Lieben Frau von Tschenstochau (Kościół Matki Boskiej Częstochowskiej) wurde zwischen 1960 und 1964 erbaut.[1]
- Die Statue es böhmischen Landesheiligen Johannes Nepomuk wurde 1712 errichtet.[1]
- Denkmal für die Gefallenen des Ersten Weltkriegs.

## Vereine
- Fußballverein LZS Łąka Prudnicka

## Persönlichkeiten
- Dietrich von Choltitz (1894–1966), deutscher General
- Hermann von Choltitz (1868–1947), deutscher Landrat